# خانقاه شیخ محمود
خانقاه شیخ محمود مربوط به دوره ایلخانی است و در شهرستان سرخه، راه اصلی تهران به سمنان واقع شده و این اثر در تاریخ ۶ دی ۱۳۵۵ با شمارهٔ ثبت ۱۳۱۸ به‌عنوان یکی از آثار ملی ایران به ثبت رسیده است.